# Namida wo Misenaide (Boys Don't Cry)
Pour les articles homonymes, voir Boys Don't Cry.
 (mars 2012).
Si vous disposez d'ouvrages ou d'articles de référence ou si vous connaissez des sites web de qualité traitant du thème abordé ici, merci de compléter l'article en donnant les références utiles à sa vérifiabilité et en les liant à la section « Notes et références ».
Singles de Wink
Ai ga Tomaranai ~Turn It Into Love~
(1988) Samishii Nettaigyo
(1989)
Namida wo Misenaide ~ Boys Don't Cry ~ (涙をみせないで) est le 4e single de Wink.

## Présentation
Le single sort le 16 mars 1989 au Japon sous le label Polystar. Il atteint la 1re place du classement de l'Oricon, dans la foulée du précédent tube du groupe, Ai ga Tomaranai, et reste classé pendant 27 semaines, pour un total de 523 000 exemplaires vendus, devenant le 10e single le plus vendu de l'année au Japon (Oricon).
La chanson-titre est une reprise en japonais de la chanson Boys Don't Cry du groupe Moulin Rouge sortie en single en 1988, tandis que la chanson en "face B", Only Lonely, est une reprise de la chanson Body Language du groupe The Dooleys sortie en single en 1980. Les deux chansons figureront sur l'album Especially for You qui sort le mois suivant ; leurs versions instrumentales figureront sur l'album karaoke Fairy Tone de 1990, celle de la chanson-titre figurant également sur Fairy Tone 2 de 1991. La chanson-titre figurera aussi sur la plupart des compilations du groupe, dont Wink Hot Singles, Raisonné, Diary, Wink Memories 1988-1996, Treasure Collection ; elle sera aussi remixée sur l'album Jam the Wink de 1996. La chanson en "face B" figurera quant à elle sur la compilation de "faces B" Back to Front de 1995, après avoir fait partie d'un medley de remixes sur l'album Diamond Box de 1991.

## Liste des titres
Toutes les paroles sont écrites par Neko Oikawa (version japonaise).
| 1. | Namida wo Misenaide ~ Boys Don't Cry ~ (涙をみせないで...) | Matjaz Kosi                              | 3:41 |
| 2. | Only Lonely                                                | Ben Findon, Michael Meyers, Robert Pucci | 4:36 |